# Konomihu
Konomihu (Njihovo vlastito ime, značenje nije poznato), Maleno pleme Shastan Indijanaca u području rijeke Salmon River u okrugu Siskiyou u Kaliforniji. Glavno naselje, od Karoka nazivano Shamnam, nalazilo se na Soth Forku, i u njemu je živjela većina plemena.
Njihov jezik se jako razlikuje od govora glavnine Shasta. Godina 1919. i 1921. na sakupljanju riječi njihovog jezika kojeg on naziva Kó-no-mé-hoo radio je C. H. Merriam, a 1928. na sakupljanju materijala rade i Jaime de Angulo i J. P. Harrington. Harrington nastavlja svoj rad i 1933., no ovaj rad nikad nije objelodanjen.
Zajedno s Chimariko, New River Shasta i Okwanuchu, Kroeber (1925.) procjenjuje da su brojali oko 1000 1770.; Ni kasnije nisu popisani odvojeno od Shasta, 844 (1930.)